# August Thon
August Thon (Weimar, 18 febbraio 1839 – Jena, 18 marzo 1912) è stato un giurista tedesco tra i più importanti esponenti del giusformalismo.

## Biografia
August Thon nacque in una famiglia di funzionari pubblici di Weimar, figlio del ministro Gustav Thon. Completò i suoi studi di diritto nel 1857 presso l'Università di Heidelberg, all'Università di Jena e all'Università di Göttingen. Il 14 agosto 1861 conseguì il dottorato in giurisprudenza a Jena e completò la sua abilitazione nel 1863 presso l'Università di Heidelberg, con una dissertazione sul diritto romano, come docente privato. Il 1 ottobre 1867 entrò a far parte del tribunale distrettuale di Eisenach, nel 1870 assunse la carica di pubblico ministero e nel 1872 primo pubblico ministero a Weimar. Nel 1873 ottenne la cattedra di diritto romano delle Pandette presso l'Università di Rostock. Tornò però nella sua terra natale, in Turingia, dove il 1º ottobre 1879, in qualità di professore ordinario di diritto, assunse la direzione del dipartimento di diritto penale e procedura penale presso il seminario giuridico; divenne anche consulente accademico presso il Schöppenstuhl e giudice regionale anziano, incarico quest'ultimo che mantenne fino al 1º ottobre 1893.
La sua opera letteraria principale, Rechtsnorm und subjectives Recht (Norma giuridica e diritto soggettivo), venne scritta scritta quando si trovava Rostock. Thon ha preso parte anche ai compiti organizzativi dell'Università di Jena. 
August Thon sposò Johanne Luden, figlia del professore di diritto di Jena Johann Heinrich Gottlieb Luden. La coppia non ebbe figli.